# Grče
Grče – wieś w Słowenii, w gminie Žalec. W 2018 roku liczyła 99 mieszkańców.